# Dekanat Rokitno
Dekanat Rokitno – jeden z 30 dekanatów należący do diecezji zielonogórsko-gorzowskiej, metropolii szczecińsko-kamieńskiej, Kościoła rzymskokatolickiego w Polsce.

## Władze dekanatu
- Dziekan: ks. kan. Marcin Kliszcz (od 10.10.2022)
- Wicedziekan: ks. kan. dr Dariusz Gronowski (od 10.10.2022)
- Ojciec duchowny: ks. Kazimierz Małżeński CM (od 14.07.2016)
- Dekanalny duszpasterz młodzieży i powołań: ks. Rafał Lisicki (od 30.09.2021)

## Parafie
- Bledzew – Parafia pw. św. Katarzyny

Chycina   – Kościół filialny pw. Niepokalanego Poczęcia Najświętszej Maryi Panny
Popowo – Kościół filialny pw. św. Jana Chrzciciela
Stary Dworek   – Kościół filialny pw. św. Józefa
Zemsko – Kościół filialny pw. Zwiastowania Najświętszej Maryi Panny
Bledzew  – Kaplica  Najśw. Serca Pana Jezusa
Goruńsko – Kaplica  Matki Bożej Królowej
- Goraj – Parafia pw. Trójcy Świętej

Nowe Gorzycko – Kościół filialny pw. Niepokalanego Poczęcia Najświętszej Maryi Panny
Strychy   – Kościół filialny pw. św. Jana Chrzciciela
Wierzbno – Kościół filialny pw. św. Mikołaja
Lubikowo  – Kaplica  zaadaptowana ze świetlicy wiejskiej
- Lipki Wielkie – Parafia pw. Narodzenia Najświętszej Maryi Panny

Goszczanowiec – Kościół filialny pw. św. Teresy od Dzieciątka Jezus
Goszczanowo – Kościół filialny pw. św. Jana M. Vianney'a
Goszczanówko – Kościół filialny pw. św. Jana Chrzciciela
Lipki Małe  – Kościół filialny pw. św. Stanisława Kostki
Nowe Polichno – Kościół filialny pw. św. Izydora
- Przytoczna – Parafia pw. Trójcy Świętej

Nowa Niedrzwica  – Kościół filialny pw. Podwyższenia Krzyża św.
- Rokitno – Parafia pw. Matki Bożej Rokitniańskiej, w której znajduje się sanktuarium Matki Bożej Rokitniańskiej

Chełmsko – Kościół filialny pw. św. Kazimierza
Kalsko – Kościół filialny pw. św. Bartłomieja Apostoła
Twierdzielewo – Kościół filialny pw. św. Anny
Rokitno  – Kaplica   cmentarna
Rokitno  – Kaplica   Matki Bożej Częstochowskiej i św. Maksymiliana
Rokitno  – Kaplica   Matki Bożej Rokitniańskiej
Rokitno  – Kaplica   św. Józefa
Rokitno  – Kaplica   zakonna ss. Jezusa Miłosiernego
- Skwierzyna  – Parafia pw. św. Mikołaja Biskupa

Krobielewko – Kościół filialny pw. Najświętszego Serca Pana Jezusa
Murzynowo – Kościół filialny pw. Niepokalanego Serca Najświętszej Maryi Panny
Nowy Dwór – Kościół filialny pw. Najświętszego Serca Pana Jezusa
Skwierzyna   – Kościół filialny pw. Najświętszego Zbawiciela
Świniary – Kościół filialny pw. Matki Bożej Królowej Polski
Wiejce – Kościół filialny pw. św. Józefa Robotnika
Piłka – Kaplica   Eucharystia sprawowana w pomieszczeniu DPS
Skwierzyna  – Kaplica   szpitalna
Skwierzyna  – Kaplica   zakonna Księży Misjonarzy CM
Skwierzyna  – Kaplica   zakonna ss. Miłosierdzia
- Trzebiszewo  – Parafia pw. św. Jana Nepomucena

Borek – Kościół filialny pw. Najświętszego Serca Pana Jezusa
Brzozowiec – Kościół filialny pw. św. Apostołów Piotra i Pawła